# Olivier de Mauny
Pour les articles homonymes, voir Olivier (homonymie) et Mauny (homonymie).
Pour les autres membres de la famille, voir Famille de Mauny.

Armes de la famille de Mauny.

Olivier de Mauny Ier du nom, seigneur de Lesnen, né vers 1320 et mort en 1390, (après 1405), est un chevalier breton qui participa à de nombreuses batailles auprès de Bertrand Du Guesclin, son cousin.

## Biographie
Olivier de Mauny est un membre de la famille de Mauny. Il est le fils d'Hervé de Mauny, sire de Thorigny et de Marie du Guesclin, fille de Guillaume du Guesclin, grand oncle du connétable Bertrand Du Guesclin, dont il est le cousin.
Avec ses frères Hervé, Henri, Eustache et Alain, il accompagne Bertrand Du Guesclin dans toutes ses expéditions en France et en Espagne.
En 1352, lors d'une rencontre avec les Anglais près du Guildo, Olivier de Mauny fait prisonnier Jeannequin Toigne (dit Le Taillard) qui avait été un des champions du côté des Anglais au combat des Trente.
En 1356, il gagne sous les murs de Rennes un combat singulier contre un chevalier anglais nommé Jean de Bolleton qui l'avait défié.
Le 8 juillet 1364, il prend la forteresse de Carentan dont il devient le capitaine.
Il prend part, le 16 mai 1364, à la bataille de Cocherel, pendant laquelle il relève, avec plusieurs autres gentilshommes bretons, la bannière de Bertrand Du Guesclin qui avait été abattue. Il va ensuite avec ses frères rejoindre  l'armée de Charles de Blois et combat avec eux à la bataille d'Auray lors de laquelle il est fait prisonnier.
En 1366, à la tête de douze cents lances, il suit Bertrand Du Guesclin en Espagne. Il se distingue aux sièges de Maguelonne et de Birviesca ainsi qu'à la bataille de Navarette au cours de laquelle Bertrand du Guesclin est fait prisonnier.
En 1369, il retourne en Espagne avec du Guesclin et fait des prodiges à la bataille de Tolède et contribue au gain de celle de Montiel qui rend Henri de Trastamare maître du royaume de Castille. Afin de récompenser Olivier de Mauny de ses services, ce prince lui fait don de la terre d'Agreda qui vaut 4 000 livres de rente. Peu soucieux de posséder des terres en Espagne, Mauny échange celles dont le roi de Castille l'avait gratifié contre plusieurs seigneurs de marque que ce prince détenait prisonniers. Leur rançon l'enrichit et lui permet d'épouser Marie de Roye, fille unique et héritière de Mathieu II, sire de Roye et de Germigny, riche seigneur de Picardie qui était détenu depuis plusieurs années en Angleterre et dont Mauny accepte de payer la rançon à condition qu'il lui donne sa fille en mariage.
De retour en France, il accompagne Du Guesclin dans la plupart de ses expéditions en Normandie, en Limousin et en Poitou et prend part aux sièges de Saint-Sever (1370) et de Saint-Jean-d'Angély. 
Il est présent à la bataille de Châteauneuf-de-Randon en 1380.
Il fait édifier le château de Lesnen, près de Tinténiac en Ille-et-Vilaine, aujourd'hui disparu.
Olivier de Mauny, épouse Ade (ou Marie) de Roye avant (1396?), il (plus probablement son fils Olivier (II) le jeune car Olivier (I) décède en 1390) épousera en (première ou) secondes noces Marie du Pont-l'Abbé dame de Gournoise en Guiscriff († 1421), veuve depuis 1404 de Guillaume II du Chastel.
Conformément à ses dernières volontés, il est inhumé dans la chapelle de Saint-Thual.
Charles VI fit faire à Paris en 1390, à l'église des Blancs Manteaux, l'"obsèque" pour le repos des âmes d'Olivier de Mauny et Hutin de Vermelles (époux de Marguerite de Bourbon fille de Louis Ier) chambellans,.

## Armoiries
Selon l'Armorial de Gelre (Folio 72r, Olivier, Seigneur de Mauny), son blason prenait la forme suivante :
| Figure | Blasonnement                                         |
|        | D'argent, au croissant de gueules, au lambel d'azur. |